# August Strindberg
Johan August Strindberg (Estocolmo, 22 de janeiro de 1849 — Estocolmo, 14 de maio de  1912) foi um dramaturgo, romancista, ensaísta e contista sueco.
É autor, entre outras obras, das peças dramáticas "Menina Júlia" (Fröken Julie) e "O sonho" (Ett drömspel), dos romances "O Salão Vermelho" (Röda rummet) e "Gente de Hemsö" (Hemsöborna), e das novelas "Casados" (Giftas).

Figura ao lado de Henrik Ibsen, Søren Kierkegaard e Hans Christian Andersen entre os maiores escritores escandinavos de todos os tempos. É um dos pais do teatro moderno. Seus trabalhos são classificados como pertencentes aos movimentos literários naturalista e expressionista.

Strindberg é considerado um renovador da literatura e da língua sueca. No romance O Salão Vermelho, ele ultrapassa o estilo declamatório da época, introduzindo a linguagem falada real. O mesmo romance é considerado igualmente o marco temporal do início do Sueco Contemporâneo (Nusvenska).

## Biografia
Frequentou a Universidade de Uppsala, tendo-a abandonado para trabalhar como jornalista e actor, até que ingressou na Biblioteca Real (1874) o que lhe permitiu assegurar o seu futuro económico. As suas primeiras peças teatrais denotam influências de Ibsen e Kierkegaard, e aí transparece uma personalidade  amarga e torturada: O Livre Pensador (1869), Hermion (1869),  Mestre Olof (1872), A Viagem de Pedro Afortunado (1882) e A Mulher do Cavaleiro Bent (1882). O fracasso do seu primeiro matrimónio com Siri von Essen (1877-1891) deu à sua obra um tom misógino, que está patente em especial nos contos de Esposos (1884) e nos dramas de carácter naturalista Camaradas (1897), O Pai (1887) e Menina Júlia (1888), a sua obra mais importante.

## Obra selecionada
Dramas
- 1869 - O Pensador Livre (Fritänkaren)
- 1870 - Hermione
- 1871 - O Fora-da-Lei (Den fredlöse)
- 1872 - 'Mestre Olof (Mäster Olof)
- 1875 - Anno Quarenta e Oito (Anno fyrtio åtta)
- 1880 - Aliança Secreta (Gillets hemlighet)
- 1882 - Sorte No Caminho das Pêras (Lycko-Per resa)
- 1882 - A Esposa do Senhor Bengt (Herr Bengts hustru)
- 1886-87 - Camaradagem (Kamraterna)
- 1887 - O Pai (Fadren)
- 1888 - Senhorita Júlia / Menina Júlia (Fröken Julie)
- 1888 - Credor (Fordringsägare)
- 1889 - O Mais Forte (Den starkare)
- 1889 - Pária
- 1889 - Samum
- 1892 - São Pedro e As Chaves do Céu Vêm à Terra (Himmelrikets nycklar eller Sankte Per vandrar på Jorden)
- 1892 - Antes de Morrer (Inför dödenni)
- 1892 - Primeiro Alerta (Första varningen)
- 1892 - Débito e Crédito (Debet och kredit)
- 1892 - Amor de Mãe (Moderskärlek)
- 1892 - Brincando Com Fogo (Leka med elden)
- 1892 - A Banda (Bandet)
- 1898 - A Caminho de Damasco (Till Damaskus I-II)
- 1898 - Advento (Advent)
- 1899 - Crime e Crime (Brot och Brot)
- 1899 - "Folkungasagan"
- 1899 - Gustavo Vasa (Gustav Vasa)
- 1899 - Érico XIV (Erik XIV)
- 1899 - Gustavo-Adolfo (Gustaf Adolf)
- 1900 - Pleno Verão (Midsommar)
- 1900 - Terça-Feira Gorda de Kaspers (Kaspers fet-tisdag)
- 1900 - A Dança da Morte (Dödsdansen I-II)
- 1901 - Coroa da Noiva (Kronbruden)
- 1901 - Cisne Branco (Svanevit)
- 1901 - Engelbrekt '
- 1901 - Cristina (Kristina)
- 1901 - O Sonho (Ett drömspel)
- 1901 - Carlos XII (Carl XII)
- 1902 - Gustavo III (Gustaf III)
- 1903 - Rouxinol de Wittenberg (Näktergalen i Wittenberg)
- 1903 - Pelo Deserto Para Arvilândia (Genom öknar till Arvland)
- 1903 - O Cordeiro e A Besta (Lamment och vilddjuret)
- 1907 - Tempestade (Oväder)
- 1907 -  O Enredo do Conhaque (Brandy tomten)
- 1907 - A Sonata dos Espectros (Spöksonaten)
- 1907 - O Pelicano (Pelikanen)
- 1908 - O Último Cavaleiro (Sista riddaren)
- 1908 - Os Chinelos de Abu Casem (Abu Casems tofflor)
- 1908 - Antes do Fio Dental (Riksförestandaren)
- 1908 - "Bjälbo-Jarlen"
- 1908 - Luva Negra (Svarta handsken)
- 1909 - Uma Grande Via (Stora landsvägen)

Romances
- 1879 - O Salão Vermelho (Röda rummet)[10]
- 1884 - Casados (Giftas)
- 1887 - Gente de Hemsö (Hemsöborna)
- 1897 - Inferno (Inferno) (que apresenta no prefácio a peça 'Coram Populo! De creatione et Setentia Vera Mundi')
- 1903 - Sozinho (Ensam)

Novelas
- 1903 - Meia folha de papel (Ett halvt ark papper)[11]

## Textos teatrais em domínio público
inglês
- The Father, Countess Julie, The Outlaw, The Stronger
- Comrades, Facing Death, Pariah, Easter
- Swanwhite, Advent, The Storm
- There are Crimes and Crimes, Miss Julia, The Stronger, Creditors, and Pariah
- To Damascus Part 1
- Road To Damascus Parts 1, 2, and 3

## Obras em português
- Meia folha de papel[11]
- A dança da morte. São Paulo: Veredas, 1999[12]
- Gente de Hemsö. São Paulo : Hedra, 2010[13]
- O Salão Vermelho (Röda rummet). Silveira: E-primatur, 2015[14][10]
- Senhorita Júlia / Menina Júlia (Fröken Julie)[15]